# ピアーヴェ川の戦い
ピアーヴェ川の戦い（ピアーヴェがわのたたかい）は、第一次世界大戦中にオーストリア＝ハンガリー帝国とイタリア王国の間で発生した戦い。第二次ピアーヴェ川の戦い（カポレットの最終戦がピアーヴェの防戦であった為）とも呼ばれる。カポレットの戦いでドイツ帝国軍の助力で勝利を得たオーストリアは単独で攻勢に転じたが、事前に攻勢を察知していたイタリア軍側の反撃で撃退された。
オーストリアが攻勢に失敗した事で中央同盟側がイタリア戦線を勝利で終える事は不可能となり、敗色濃厚となっていた同盟軍を更に苦しい状況に追い込んだ。

## 戦闘前
1917年のロシア革命で東部戦線が同盟軍の勝利に終わると、オーストリア軍は全力をイタリア戦線に注ぐ事が出来る様になり、加えて余裕が生まれたドイツ軍からも精鋭の増援部隊を派遣してもらっていた。カポレットの勝利はドイツ軍から派遣された司令官と少数精鋭の突撃師団による浸透戦術と、イタリア軍司令官ルイージ・カドルナ大将の失策によって齎された。イタリア陸軍はそれまでの占領地を失い、30万名の戦力も失ってヴェネト地方へと後退を強いられた。
無能なルイージ・カドルナ大将は解任され、代わって軍司令官の一人だったアルマンド・ディアズ大将が参謀長に抜擢された。ディアズ将軍はヴェネト州西部のピアーヴェ川で独墺軍の攻勢に踏み留まり、同地に川沿いの強固な防衛線を形成した（第一次ピアーヴェ川の戦い）。また政府内でもパオロ・ボセッリ政権が責任を取って辞任、新たな首相に選出されたヴィットーリオ・エマヌエーレ・オルランドはロンドン条約を活用して援軍を要請、連合軍側もイタリア戦線に援軍を送り込んだ。しかし大部分のフランス軍とイギリス軍は1918年3月の春季攻勢に備えて撤退してしまい、僅かな戦力（全軍の数%）しか増援としては残らず、結局は殆ど独力で独墺軍に対処せねばならなかった。
オーストリア側ではアルトゥール・アーツ・フォン・シュトラウセンブルク上級大将が参謀長になったが、彼は早期にイタリア戦線を自らの手で終わらせる事を望んだ。軍司令官に格下げされたフランツ・コンラート・フォン・ヘッツェンドルフ前参謀長とスヴェトザル・ボロイェヴィッチ将軍も攻撃に賛同したが、攻撃場所に関してはピアーヴェ川に沿って攻撃を継続する（ボロイェヴィッチ）か、別の箇所から攻撃する（コンラート）かで意見が二つに分かれた。ボロイェヴィッチとコンラートが犬猿の中であった事も対立に拍車を掛け、シュトラウセンブルク参謀長は二人の将軍に曖昧な仲裁を繰り返した。結果、オーストリアの攻勢は二箇所から戦力を二分して行われる事になった。
ドイツ軍側は攻撃の開始を求め、1918年2月にボルツァーノで作戦が正式に決定された。ドイツ軍のエーリヒ・ルーデンドルフ将軍は西部戦線で日に日に増加しているアメリカ軍師団がイタリア戦線の火消しに回る事を望んでいた。

## 戦闘開始

### 作戦準備
オーストリア・ハンガリー軍はドイツ軍の浸透戦術を間近に見ながらこれを学習せず、持てる戦力を前面に配置しての平押しに訴えた。一方で兵員面では東部戦線帰りの兵士達はドイツ軍式の訓練を受けていたので、新しい戦闘に対応できる錬度の高さを保っていた。
しかし軍事的な改革はイタリア軍の側にもあり、アルマンド・ディアズ将軍はカポレットの敗因を分析して、最たる原因は「機動的な防御」の欠如にあると判断した。詳細だが柔軟性に欠ける作戦計画、司令部を中心にした余りにも現場主義が欠如した指揮系統、そしてカドルナの死守命令の乱発によって硬直化した防衛線、全てが敗北の原因となっていた。ディアズは連続塹壕の廃止と柔軟な指揮系統への改革を推進し、小規模な部隊でも前進と後退や砲撃支援を自主的に判断出来るようにして、現場主義による柔軟な防御戦術を獲得した。更に13個の師団に関しては自動車による補給を本格的に導入、劇的に前線の補給状態を改善した。

### ピアーヴェ川戦域
オーストリアの攻勢作戦が発動されると、ディアズ将軍はボロイェヴィッチのピアーヴェへの攻勢を予測して、6月15日午前3時00分に先制砲撃を行った。攻勢で混雑していたボロイェヴィッチ軍の上空に砲弾が降り注いで大量の負傷者が発生、うろたえたオーストリア兵の多くは攻勢を放棄して陣地に逃げ戻った。それでも一部の師団はイタリア軍陣地に到達したので、ボロイェヴィッチ将軍はピアーヴェ川の中央に攻撃を命じた。ピアーヴェ川に掛かる橋を進むオーストリア軍とイタリア軍陣地の激しい交戦はイタリア側に軍配が上がり、ボロイェヴィッチの退却命令でオーストリア軍は退却した。
翌日にボロイェヴィッチは二度目の攻勢を開始したが、前日の戦いでピアーヴェ川の橋は完全に破壊されていて渡河しか手段はなかった。運良く川を渡れた師団は装備や物資を少数しか持ち込めず、更にピアーヴェ川の増水で渡河中のオーストリア軍師団が彼方此方で孤立してしまっていた。彼らはイタリア軍師団にとって格好の標的として無慈悲な銃火に晒され、川岸に僅かな橋頭堡を確保した時点でオーストリア軍は2万人という大量の戦死者を出していた。そして6月19日、ディアズはイタリア軍師団に反撃を命令して川岸の橋頭堡を奪還、6月23日までにボロイェヴィッチ軍は敗走を開始した。

### ヴィチェンツァ戦域
ボロイェヴィッチ軍の敗北とほぼ同時期にコンラートの遠征軍がヴィチェンツァを目指して別地域から攻撃を開始した。コンラート軍の攻撃は4万人の損害を出す以外に意味する所は無かった。

## 結果
攻勢が完全に失敗した後、戦いは程なく小康状態に入ってオーストリア軍が散発的な攻撃を繰り返すのみになっていた。
連合国はイタリアの戦勝に喜び、連合国総司令官フェルディナン・フォッシュ元帥は敗走したオーストリア軍を直ちに追撃する様に要請したが、アルマンド・ディアズ将軍はこれを拒絶した。ディアズ将軍は戦いは勝利に終わったが戦闘の殆どはイタリア軍師団が担当しており、時に攻勢を交えた戦いはイタリア軍側にも少なくない打撃を与えていた事を憂慮していた。加えて言えばオーストリア軍はピアーヴェ側の自軍陣地に戻っており、下手に攻勢を仕掛ける（渡河側に回る）のは今回の敗北を自分達が再現する事になりかねないと批判した。イタリア軍司令部は戦力の増強に努めつつ、用心深く攻撃の機会を伺う事にした。
一方、敗北したオーストリア軍はこれが第一次世界大戦で、そしてハプスブルク帝国の歴史の中で最後の攻勢となった。敗北はドイツ軍の希望としてのオーストリア軍を失わせたという事と、後のハプスブルク帝国崩壊の双方を予兆する出来事だった。4ヶ月後、ヴィットリオ・ヴェネトの戦いでイタリア陸軍はピアーヴェ川を渡河する。